# Tomb Raider: Anniversary
Lara Croft Tomb Raider: Anniversary je videohra v sérii Tomb Raider. Je to remake prvního dílu této série, původního Tomb Raidera. Využívá vylepšené verze herního enginu z TR: Legend a obsahuje všechna původní prostředí.

## Prequel
Ve starých časech, kdy se všechny národy světa klanili jedinému – Atlantidě– byl právě atlantskými vládci vytvořen mocný artefakt Scion, který dokáže změnit genetický kód organismů. Tato síla měla sloužit ku prospěchu lidstva. Jeden z vládců však artefakt zneužil a s jeho pomocí vytvořil armádu démonů, kteří následně zdevastovali celou Atlantidu, jejíž obyvatelé byli nuceni utéci do jiných rozvíjejících se zemí (později z nich vnikl Egypt, antická kultura apod.).
Dotyčnou osobu, zodpovědnou za tuto tragédii (jménem Natla), však postihl zasloužený trest – zbylí dva panovníci zaniklé Atlantidy, Qualopec a Tihocan, ji uvrhli do ledového vězení, kde měla navždy trpět. Oba potom odešli do různých koutů světa; Qualopec do Peru a Tihocan do Řecka, založili obrovské civilizace a časem zemřeli.

## Příběh
Ve 40. letech 20. století probíhaly v Novém Mexiku jaderné pokusy, díky kterým se na povrch dostala i schránka s Natlou uvnitř. Ta se probudila a s plnou chutí se pustila do realizace svého předešlého plánu – vytvořit rasu démonů a ovládnout celý svět. Postupně se jí podařilo začlenit se do světa běžných lidí. Vytvořila si velkou korporaci Natla's Technologies a tímto způsobem nahromadila potřebný majetek.
Následně, když už je na všechno připravená, si Natla najme skupinu dobrodruhů a archeologů, aby pro ni vypátrali tři části Scionu, ukryté na různých místech světa, netušíc pro koho vlastně artefakt získávají. Tento tým se skládá z Larsona, Pierra DuPonta a Lary Croft, přičemž třetí jmenovaná nemá ani tušení, že ve hře jsou zapojeni i další. Natla si najme Laru v Indii jako poslední (prostřednictvím Larsona) a poví jí o ztraceném městě Vilcabamba v Andách, kde se údajně nachází Qualopecova hrobka s prvním úlomkem Scionu. Lara by možná tuto zajímavou nabídku odmítla, jenže po Vilcabambě pátral kdysi i její otec, avšak neúspěšně. A tak když se Laře naskytla příležitost, je třeba se jí chopit.
Lara velmi brzy zjistí, že částí Scionu je víc a že po nich kromě ní pátrá i Larson a jakýsi francouzský profesionální vykradač hrobů Pierre DuPont. Situace se komplikuje a Lara si uvědomuje, že ji Natla zneužila, aby tak mohla realizovat svoje ďábelské plány.
Když Lara postupně získá všechny tři díly Scionu a odstraní z cesty Pierra, přepadne jí skupinka hrdlořezů v čele s Natlou a ukradnou jí nejen všechny zbraně, ale hlavně těžce získaný Scion. Avšak Lara z tohoto střetnutí vyvázne živá a hned se vydá s Natlou k tajemnému ostrovu uprostřed oceánu, kde se údajně nachází poslední zbytky bájné Atlantidy.
Vše vyvrcholí v atlantských ruinách, kde Lara v tuhém souboji porazí Natlu a vyhodí celý ostrov do povětří, spolu s ohavnými stvořeními, která vzešla ze zneužité moci Scionu.